# Rhinogobius maculicervix
Rhinogobius maculicervix es una especie de pez de la familia de los Gobiidae en el orden de los Perciformes.

## Morfología
Los machos pueden llegar a alcanzar los 4,2 cm de longitud total.
- Número de vértebras: 28.[1]

## Hábitat
Es un pez de Agua dulce, de clima tropical y demersal.

## Distribución geográfica
Se encuentran en Asia: cuenca del río Mekong.

## Observaciones
Es inofensivo para los humanos.